# Policlínica
Uma policlínica é uma instituição médica onde é prestada uma gama alargada de cuidados de saúde, incluindo serviços de diagnóstico e de tratamento ambulatório, sem necessidade de internamento. É frequente as policlínicas funcionarem em instalações partilhadas com hospitais, assumindo estes as situações que exijam pernoita ou outra forma de internamento.
Uma policlínica típica oferece os serviços de um leque diversificado de profissionais de saúde, incluindo médicos e enfermeiros de múltiplas especialidades, que prestam cuidados de saúde em regime ambulatório, incluindo atendimento urgente e pequena cirurgia, mas não oferece serviços cirúrgicos de média e grande complexidade e não permite a prestação de cuidados pré- e pós-operativos nem de cuidados intensivos.
As instituições policlínicas existem desde há muito na Austrália, França, Alemanha (desde 2004, com regulamentação própria), Suíça e nos Estados que emergiram da antiga União Soviética, como a Rússia e Ucrânia e em múltiplos países da Ásia e África. Nos últimos anos o governo russo tentou substituir o modelo de cuidados de saúde assente na policlínicas pelo modelo hospitalar ocidental, mas esses esforços não tiveram êxito. A Índia também criou um largo número de policlínicas destinadas ao pessoal do sector da defesa. A rede compreende 426 policlínicas em 343 distritos do País, as quais pretendem servir 33 laques (3,3 milhões) de ex-militares residentes em áreas remotas.